# Сигіт
Сигіт (Сигіт-Мармароський, Мармарош-Сигіт, Сігету-Мармацієй; рум. Sighetu Marmaţiei, угор. Máramarossziget) — місто в Румунії, розміщене в Мармароській котловині над горішньою Тисою на українсько-румунському етнографічному прикордонні; 37 640 меш. (2011), з них 1226 українців, решта — румуни, угорці й євреї. Друге за розміром місто в жудці Мармарош. Історичний центр Південної Мармарощини. Будівельна, текстильна, деревообробна і харчова промисловість. Поблизу міста розташований пункт контролю на кордоні з Україною «Сігету Мармацієй»—Солотвино.

## Клімат
Місто знаходиться у зоні, котра характеризується вологим континентальним кліматом з теплим літом. Найтепліший місяць — липень із середньою температурою 18.9 °C (66 °F). Найхолодніший місяць — січень, із середньою температурою -3.3 °С (26 °F).
| Клімат Сигіта           | Клімат Сигіта | Клімат Сигіта | Клімат Сигіта | Клімат Сигіта | Клімат Сигіта | Клімат Сигіта | Клімат Сигіта | Клімат Сигіта | Клімат Сигіта | Клімат Сигіта | Клімат Сигіта | Клімат Сигіта | Клімат Сигіта |
| Показник                | Січ.          | Лют.          | Бер.          | Квіт.         | Трав.         | Черв.         | Лип.          | Серп.         | Вер.          | Жовт.         | Лист.         | Груд.         | Рік           |
| Абсолютний максимум, °C | 12            | 16            | 26            | 27            | 31            | 32            | 34            | 32            | 31            | 26            | 17            | 16            | 34            |
| Середній максимум, °C   | 0             | 3             | 10            | 14            | 20            | 22            | 23            | 23            | 20            | 14            | 6             | 1             | 13            |
| Середня температура, °C | −3            | 0             | 5             | 9             | 14            | 17            | 18            | 18            | 15            | 10            | 3             | −1            | 8             |
| Середній мінімум, °C    | −6            | −5            | 0             | 4             | 8             | 11            | 13            | 12            | 9             | 4             | 0             | −3            | 3             |
| Абсолютний мінімум, °C  | −27           | −28           | −18           | −3            | −1            | 2             | 3             | 2             | −5            | −8            | −20           | −22           | −28           |
| Днів з опадами          | 16            | 12            | 12            | 13            | 13            | 14            | 12            | 9             | 9             | 10            | 14            | 17            | 151           |
| Днів з дощем            | 6             | 6             | 10            | 12            | 13            | 14            | 12            | 9             | 9             | 10            | 11            | 9             | 121           |
| Днів зі снігом          | 12            | 9             | 4             | 1             | 0             | 0             | 0             | 0             | 0             | 0             | 5             | 12            | 43            |
| ----------------------- | ------------- | ------------- | ------------- | ------------- | ------------- | ------------- | ------------- | ------------- | ------------- | ------------- | ------------- | ------------- | ------------- |
| Джерело: Weatherbase    |               |               |               |               |               |               |               |               |               |               |               |               |               |

## Історія
Мармарош-Сигіт відомий з XIII ст., з 1394 — головне місто Мармароського комітату.
У 19 — 20 ст. в ньому діяли греко-католицька церква і «руська» (тобто українська) гімназія, в 1950-60 pp. — українські відділи при гімназії й педагогічній школі. Наразі у місті працює єдиний в Румунії Український Педагогічний ліцей ім. Т.Шевченка (директор професор Куреляк Василь, він же й офіційний українсько-румунський перекладач)
На поч. XX ст. в Мармарош-Сигіті відбулися два судових процеси проти закарпатських селян, які перейшли на православ'я; угорський уряд обвинувачував їх у зв'язках з Росією. В 1904 — 1906 засуджено на різні терміни ув'язнення 9 селян з Мармарош-Сигіта, а у 1913 — 14 — 96 осіб з різних сіл на чолі зі священиком О. Кабалюком Олексій Карпаторуський. Процеси мали розголос у Західній Європі і звернули увагу міжнародної думки.
18 грудня 1918 року у Мармароші Сигітському відбувся з'їзд делегатів українців Мармарощини, який висловився за приєднання Закарпаття до України. На з'їзді мали слово: Клочурак Степан та Климпуш Василь — Ясіня, Штефан Августин, Бращайко Михайло — Рахів, Йосипчук Василь — Великий Бичків. 16 січня 1919 р. місто визволили війська Гуцульської республіки (входив загін Української Галицької армії) від угорських військ та адміністрації. Наступного дня вони зазнали поразки від дій переважних чисельно окупантів (румунська дивізія).
У період між війнами місто знаходилось на кордоні між ЧСР та Румунією. Через місто проїжджали транскордонні потяги, зокрема швидкий потяг Прага-Ясіня, який з'єднував Рахівщину з рештою республіки. Наприкінці 1944 р. місцеві українці утворили народний комітет, який ухвалив приєднання міста з навколишніми українськими селами до України, однак реалізоване це не було. За комуністичного режиму тут ув'язнювали політичних дисидентів, яким нині присвячені пам'ятники та музей. У січні 2007 тут за участі президентів В. Ющенка та Т. Басеску знову відкритий історичний міст через Тису та міжнародний прикордонний перехід до українського селища Солотвино.

## Українство
На міському православному кладовищі поховано багато українців. Зокрема Василь Пензеш — сігетський український парох.
Українці становлять 1.226 осіб (2,97 %) міста.(2010). В околицях міста — українські села (див. Мармарощина).
В місті діє Український ліцей імені Тараса Шевченка

## Люди
- Берец Вільмош-Йожеф Іштванович — український художник і мистецтвознавець.
- Глюк Гаврило Мартинович — український живописець.
- Елі Візель — письменник, народився та жив у Мармарош-Сигіті до 1944 (коли всі євреї міста були відправлені до Аушвіц), лауреат Нобелівської премії миру 1986 р.
- Крістіан Орош — румунський футболіст
- Юнгер Бела Германович (1920—1992) — угорець, радянський український письменник, казкар, сценарист
- Еміль Денкуш (* 1974) — румунський футболіст.

## Міста-побратими
| Міста побратими | Країна  |
| --------------- | ------- |
| Олава           | Польща  |
| Коломия         | Україна |

## Галерея

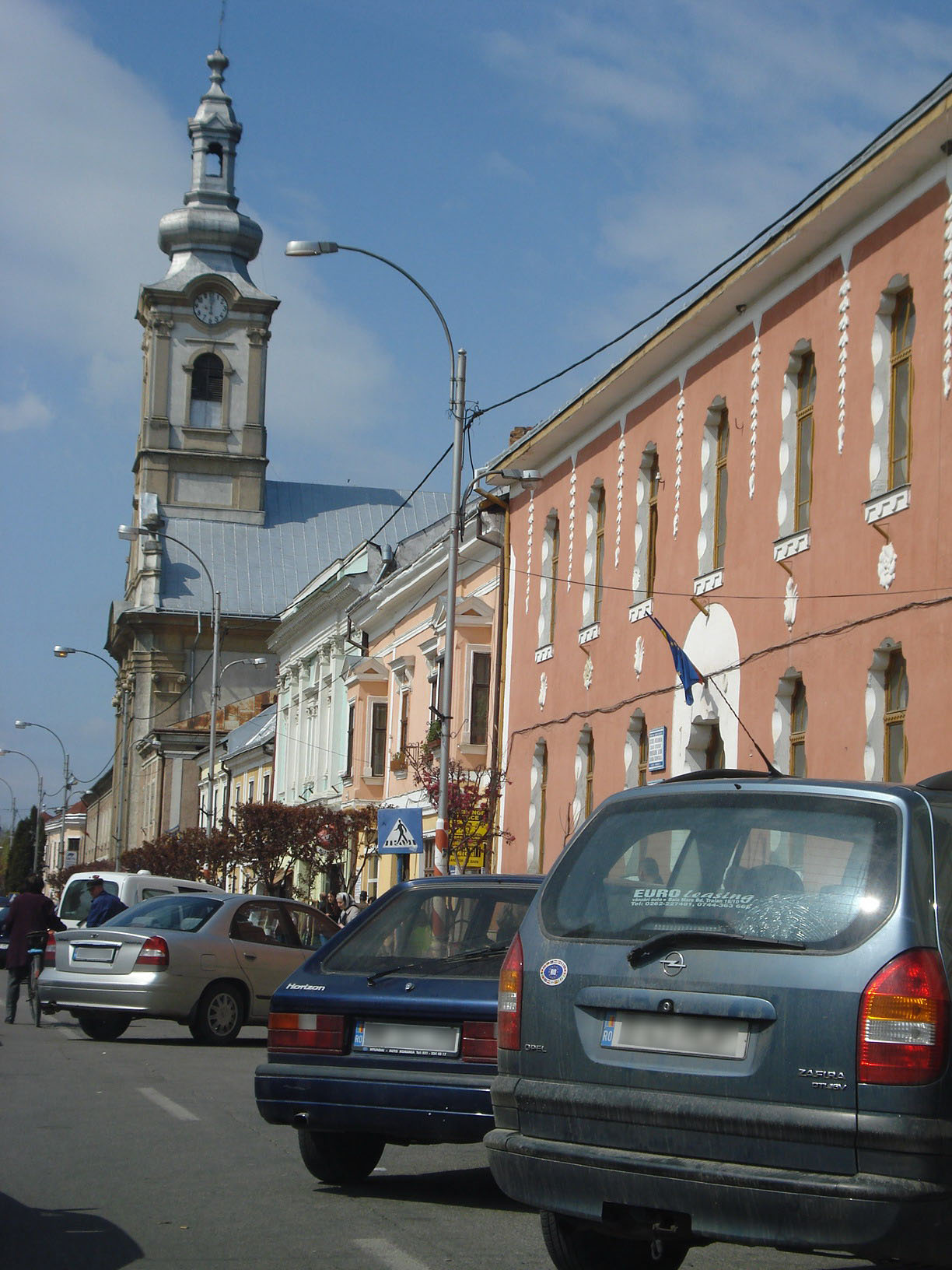
Центр Сигіта. Будинок праворуч - український ліцей.
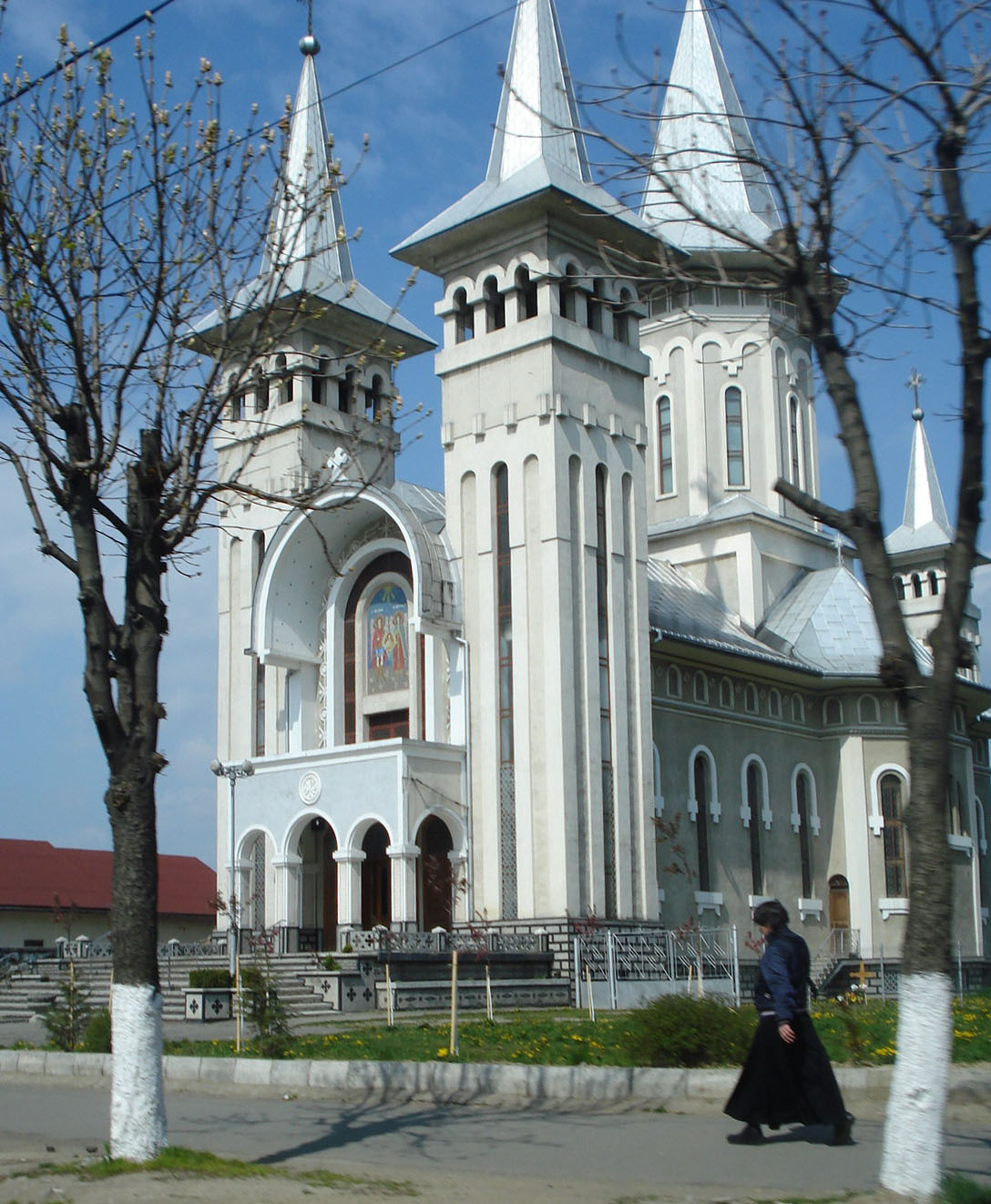
Румунський Православний Собор
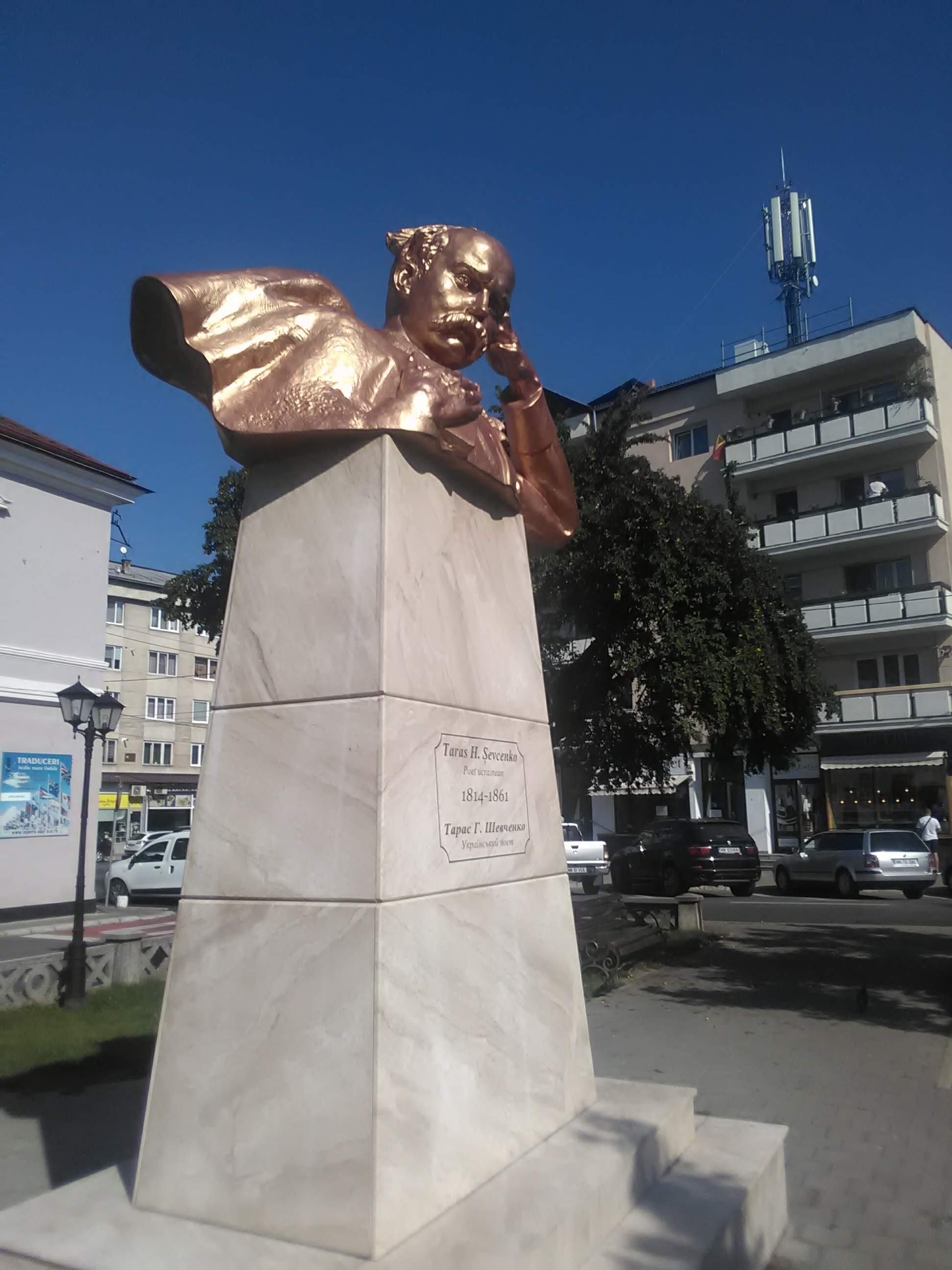
Тарас Шевченко. Сигіт
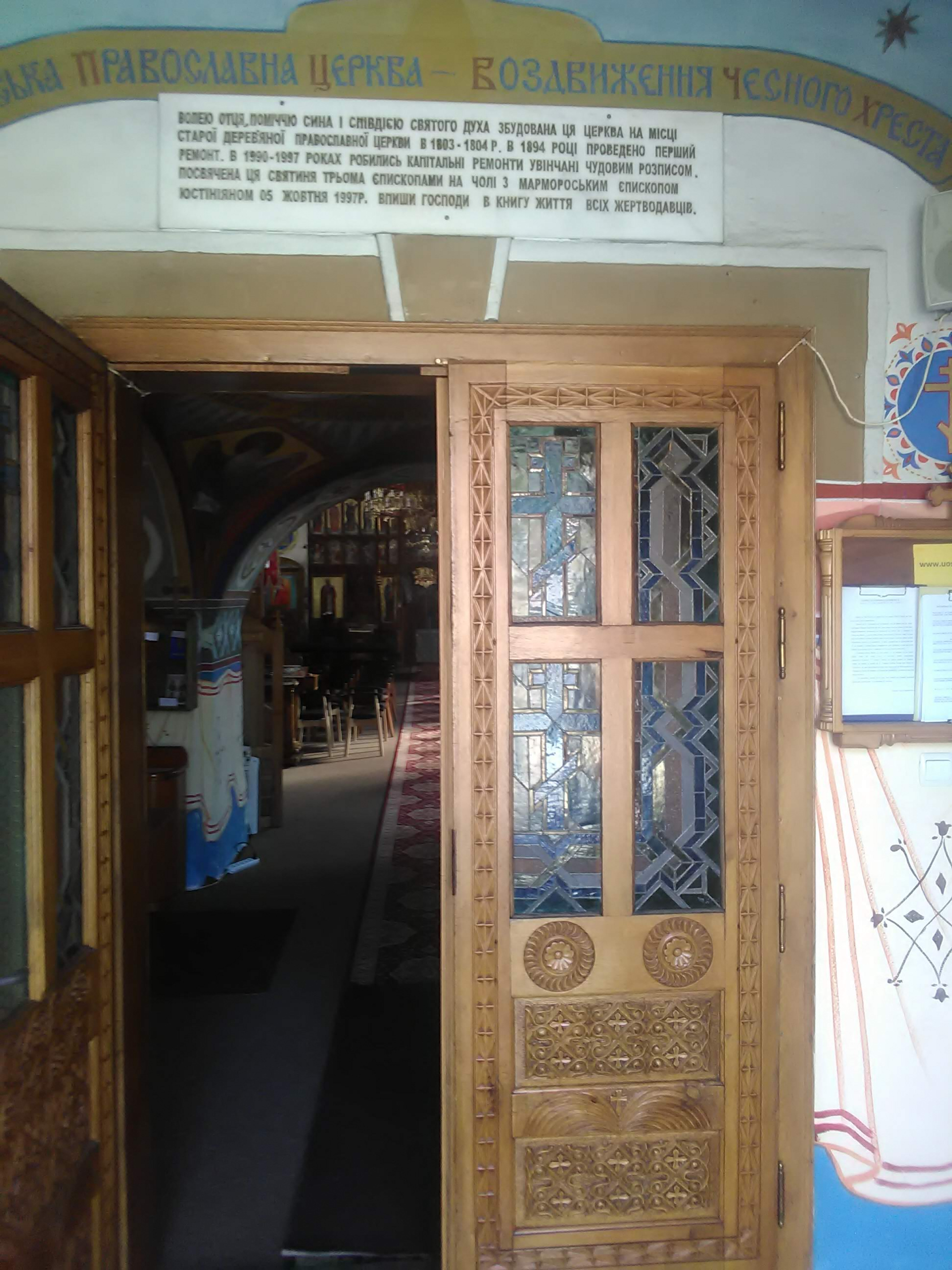
Вхід до храму Воздвиження Чесного Хреста УПЦ (Сигіт)